# 1516 w polityce

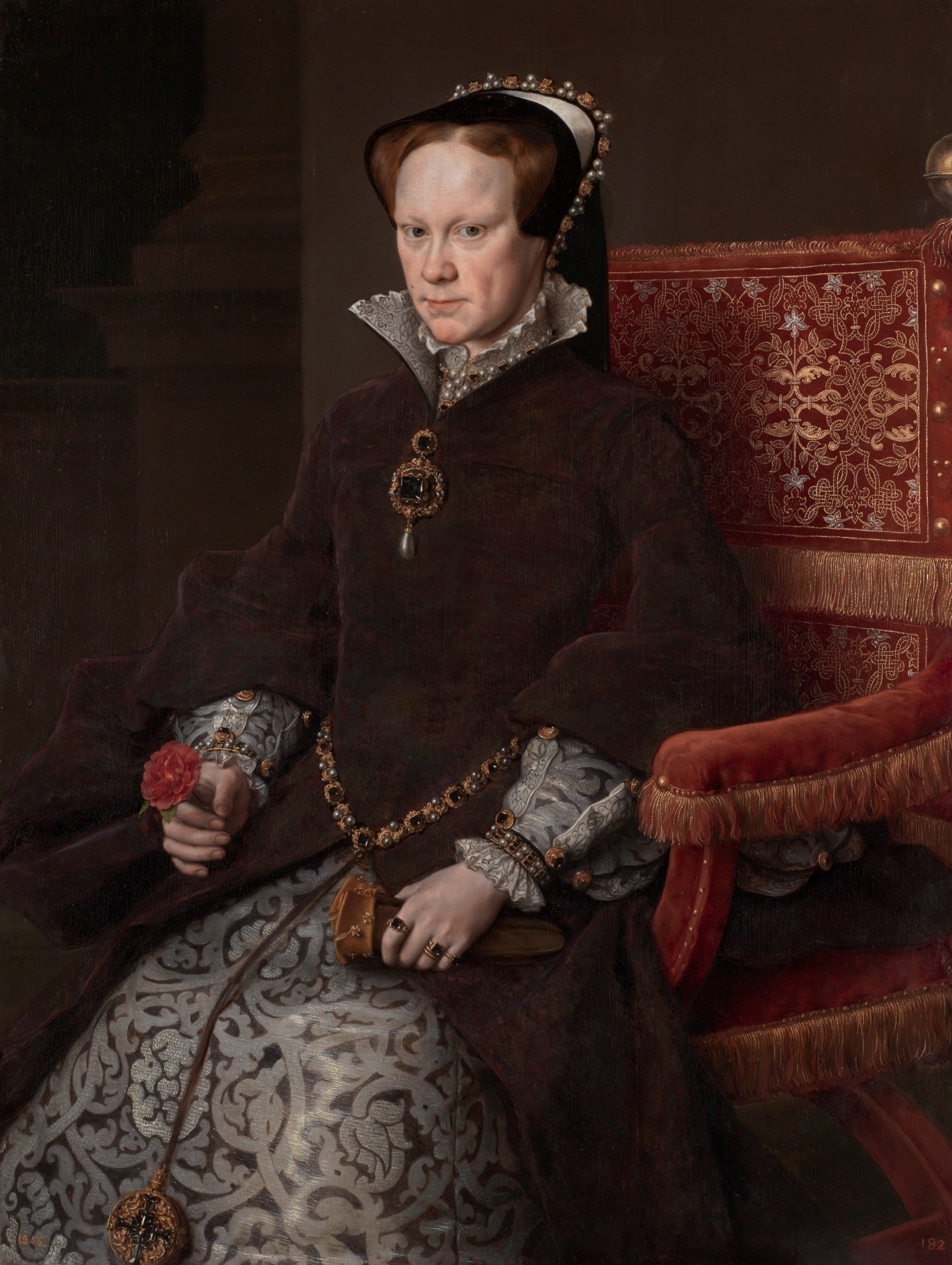
Anthonis Mor, Portret Marii I Tudor

Wydarzenia polityczne w 1516 roku.

## Urodzili się
- 1 stycznia Małgorzata Leijonhufvud, królowa Szwecji[1].
- 18 lutego Maria I Tudor, zwana Katoliczką, córka Henryka VIII, przyrodnia siostra Elżbiety I Wielkiej[2][3].

## Zmarli
- 23 stycznia Ferdynand Aragoński, król Hiszpanii[4].
- 3 marca Władysław II Jagiellończyk, król Czech i Węgier[5].
- 17 marca Julian Medyceusz, władca Florencji[6].